# بالتوغا

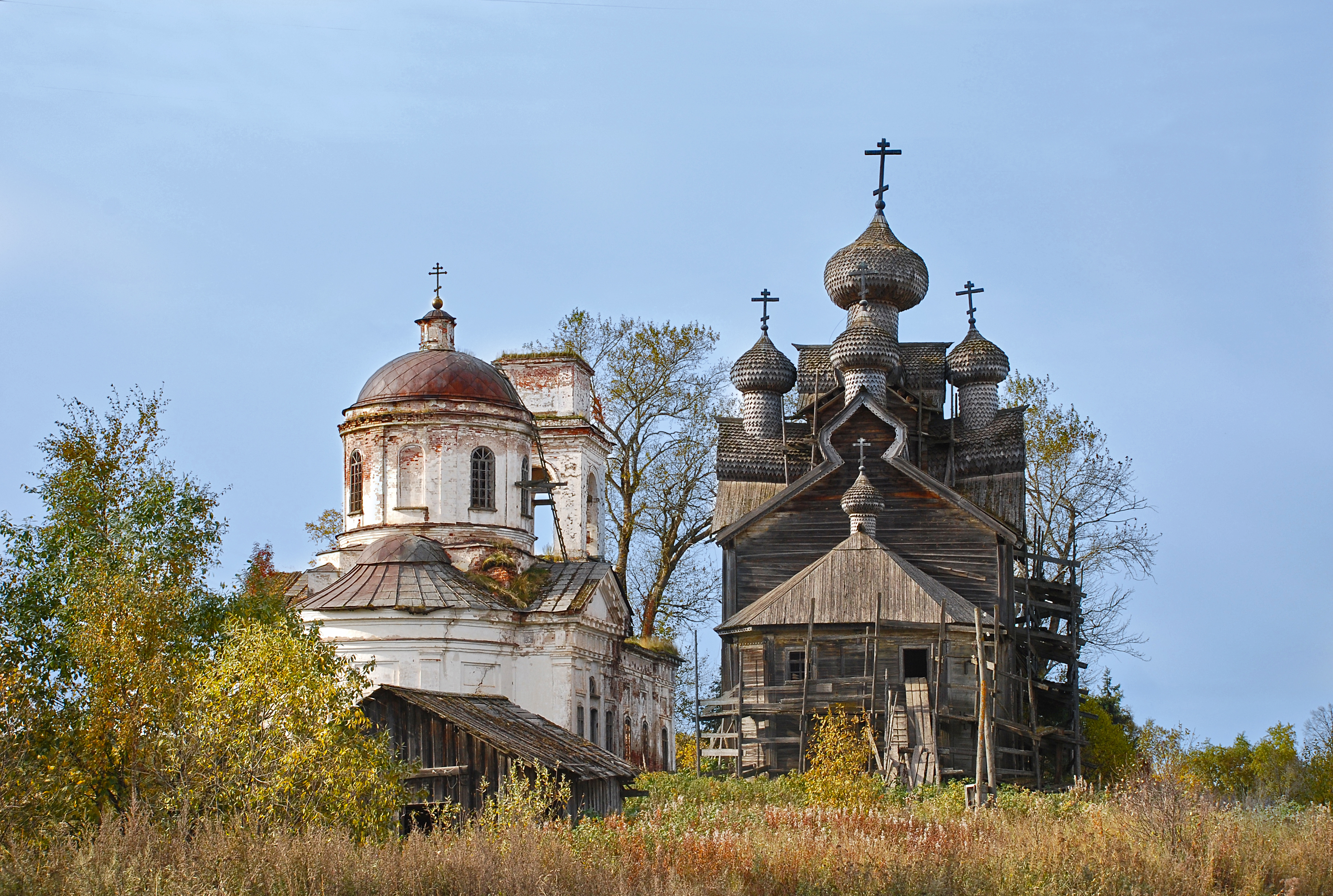
كنيسة في بالتوغا

بالتوغا (الروسية: Палтога) (وبال(الروسية: Палтога)) هي قرية في فولوغدا أوبلاست في روسيا. تم إنشاء هذه القرية في عام 2001 من دمج عدة قرى، عام 2002 بلغ عدد سكانها 295 شخص.